# 氢负离子
氢负离子（H−）是氢原子获得一个电子后产生的单价负离子，它是恒星（如太阳）大气的重要组分，作为能量0.75-4.0 eV的光子的主要吸收剂，也存在于地球电离层中。
氢负离子是很强的还原剂，它与氢气形成的半反应的标准电极电势为−2.25 V。它是除电子盐中的电子外最简单的负离子，含两个电子、一个质子。
形式上含氢负离子的化合物称为氢化物。
氢负离子 H−，由两个电子及一个质子组成，是已知除电子盐（Electride）外最小的阴离子。氢负离子不能在水溶液中存在，是已知的最强碱之一，这可通过以下生成反应看出：
½H2(g) → H(g); ΔH = 218kJ/mol
H(g) + e− → H−(g); ΔH = -67kJ/mol
½H2(g) + e− → H−(g); ΔH = +151kJ/mol
½Br2(g) + e− → Br−; ΔH = -214kJ/mol
H− + H+ → H2; ΔH = -1676kJ/mol
负氢是非常强的还原剂：
H2 + 2e− ⇌  2H−; Eo = −2.25 V
已知自由氢负离子的有效半径为208pm。这个数据与其他数据比较时，特别是与He原子的93pm，H原子的50pm，Cl−的结晶半径181pm，H的共价半径30pm，及类盐氢化物中H−的半径（134-154pm）相比是较大的。这个反常大的半径可以用H−的核电荷较小，电子彼此排斥和对核引力的屏蔽效应来解释。